# Simone Kuhn
Simone Kuhn (Nesslau, 2 de septiembre de 1980) es una deportista suiza que compitió en voleibol, en la modalidad de playa. Ganó tres medallas en el Campeonato Europeo de Vóley Playa entre los años 2001 y 2009.

## Palmarés internacional
| Campeonato Europeo | Campeonato Europeo             | Campeonato Europeo | Campeonato Europeo     |
| Año                | Lugar                          | Medalla            | Pareja                 |
| ------------------ | ------------------------------ | ------------------ | ---------------------- |
| 2001               | Jesolo (Italia)                | Medalla de plata   | Nicole Schnyder-Benoît |
| 2004               | Timmendorfer Strand (Alemania) | Medalla de oro     | Nicole Schnyder-Benoît |
| 2009               | Sochi (Rusia)                  | Medalla de bronce  | Nadine Zumkehr         |